# Étienne Tardif de Pommeroux de Bordesoulle

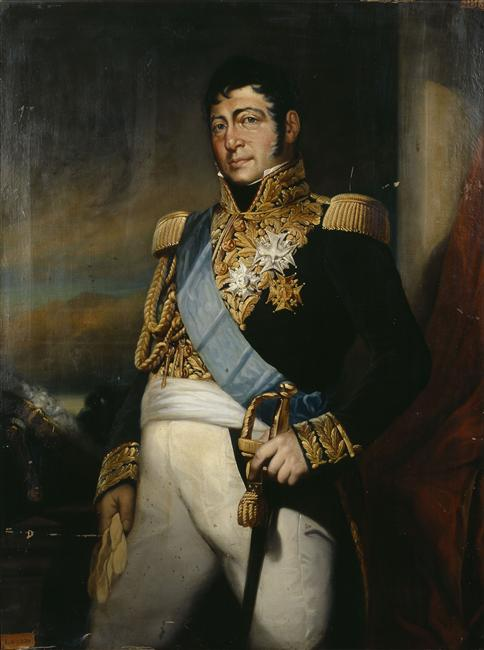
El general Bordesoulle

Étienne Tardif de Pommeroux, conde de Bordesoulle (Luzeret, 4 de abril de 1771-Fontaine-Chaalis, Oise, 3 de octubre de 1837) fue un noble y militar francés que luchó en las guerras napoleónicas y en la Expedición Española de 1823.

## Biografía
Ingresó en el ejército en 1789 como soldado raso y luchó con distinción en casi todas las campañas de las Guerras revolucionarias francesas. Herido varias veces, Bordessoulle fue nombrado capitán en enero de 1798 y ascendió a coronel en 1805. Fue nombrado general de brigada de caballería ligera en 1807. En diciembre de 1808 destruyó los restos del ejército del general español Francisco Javier Castaños en los alrededores de Madrid y el 28 de marzo de 1809 contribuyó a la victoria francesa en Medellín.
Bordessoulle partió hacia Alemania y fue herido en la batalla de Wagram el 6 de julio de 1809. Napoleón lo nombró barón del Imperio en mayo de 1810. Participó en la invasión francesa de Rusia, durante la cual fue ascendido a general de división. Ya confirmado como barón del Imperio al recibir una dotación, fue nombrado comandante de la Légion d'honneur el 14 de mayo de 1813. Luego luchó en la batalla de Leipzig.
Tras la restauración borbónica en Francia, el origen noble de Bordesoulle le valió el nombramiento de inspector general de caballería en mayo de 1814, caballero de la orden de San Luis el 2 de junio y gran oficial de la Légion d'honneur el 23 de agosto. Al regreso de Napoleón de Elba, Bordesoulle asumió el mando provisional de 9 escuadrones de caballería de la 2.ª división militar que se dirigía a Châlons el 12 de marzo de 1815 y fue confirmado en este cargo por el gobierno real el 16 de marzo. Siguió a Luis XVIII de Francia a Gante, donde fue nombrado jefe de gabinete del conde de Artois (más tarde Carlos X de Francia) el 25 de junio de 1815. Regresó a Francia con el duque de Berry en julio de 1815 después de los Cien Días y fue nombrado gran cruz de la Légion d'honneur por el rey el 13 de agosto y designado para comandar y reorganizar la caballería de la guardia real el 8 de septiembre. Luego, Bordesoulle fue elegido diputado de centroderecha por Indre en la Chambre introuvable de 1815-1816, y el 12 de octubre fue nombrado miembro de la comisión encargada de investigar la conducta de los oficiales durante los Cien Días.
El 13 de mayo de 1816 fue nombrado comendador de la orden de San Luis y cambió su título napoleónico de barón por el borbónico de conde. Ayudante de campo honorario del conde de Artois desde el 2 de junio de 1817 y miembro del comité de inspectores generales el 25 de octubre, se convirtió en consejero privado del conde de Artois el 2 de julio de 1820. Fue nombrado gran cruz de San Luis el 1 de mayo de 1821 y gobernador de la École polytechnique el 17 de septiembre de 1822, mientras conservaba su papel en la guardia real. En 1823 participó en la expedición española. Convocado el 16 de febrero de 1823 para ser comandante en jefe de las tropas de guardia dentro de la armée des Pyrénées, Bordesoulle organizó el bombardeo y bloqueo de Cádiz y fue mencionado en despachos el 31 de agosto por su participación en la toma de Trocadero.
Después de la guerra, fue nombrado par de Francia el 9 de octubre y recibió la gran cruz de la orden de Carlos III el 4 de noviembre del mismo año. A la muerte de Luis XVIII, Carlos X no mantuvo a Bordesoulle como ayudante de campo honorario en la nueva lista del ejército del 4 de noviembre de 1824, y se convirtió en miembro del consejo superior de guerra en 1828.
Nombrado caballero comendador de la orden del Espíritu Santo, en el capítulo celebrado el 21 de febrero de 1830, intentó en vano cumplir las resoluciones del rey en julio y durante los "Tres Días Gloriosos" se retiró a Saint-Cloud, dispuesto a defender su persona. Estuvo en Rambouillet solo para abandonarlo, continuando ejerciendo su mando en la disuelta guardia real hasta el 21 de agosto, fecha en la que se puso a disposición de Luis Felipe de Francia. Incluido en la lista de reserva con el rango de état-major général el 7 de febrero de 1831, se le permitió jubilarse el 14 de marzo de 1832. A partir de entonces permaneció al margen, aunque siguió asistiendo ocasionalmente a la Chambre des pairs desde entonces hasta su muerte en 1837.